# 大叶芥菜
大叶芥菜（学名：Brassica juncea var. foliosa）为十字花科蕓薹屬下的一个变种。

## 扩展阅读
- 維基物種上的相關：大叶芥菜